# Max Kübeck
Max von Kübeck, celým jménem Maximilian Kübeck von Kübau, též Maxmilián Kübeck z Kübau (15. ledna 1835 Lechovice – 12. září 1913 Lechovice), byl rakouský politik německé národnosti z Moravy, v 2. polovině 19. století poslanec Říšské rady a Moravského zemského sněmu.

## Biografie
Jeho otcem byl politik Karl Friedrich von Kübeck. Max vystudoval práva. Potom působil ve státní službě. V lednu 1858 se stal krajským komisařem v Čechách (Praha, Litoměřice). Později byl komisařem v Rijece a místodržitelským tajemníkem v Benátkách. V této funkci setrval až do odtržení Benátska od Rakouského císařství. Roku 1866 byl povolán jako úředník na ministerstvo. Roku 1867 přešel na post náměstka ředitele generálního konzulátu v Londýně.
Zapojil se i do politiky. V zemských volbách v březnu 1867 byl zvolen na Moravský zemský sněm za kurii velkostatkářskou (II. sbor). Mandát zde obhájil v zemských volbách roku 1870, zvolen byl i v druhých zemských volbách roku 1871 (v prvních volbách onoho roku nikoliv), taktéž v zemských volbách roku 1878, zemských volbách roku 1884, zemských volbách roku 1890, zemských volbách roku 1896 a zemských volbách roku 1902.
Zemský sněm ho roku 1867 zvolil i do Říšské rady (tehdy ještě volené nepřímo) za kurii velkostatkářskou na Moravě. Opětovně byl sněmem do Říšské rady delegován roku 1870 a 1871. Uspěl i v prvních přímých volbách do Říšské rady roku 1873 (kurie velkostatkářská, Morava). Ve volbách do Říšské rady roku 1879 se poslancem nestal, ale do parlamentu usedl dodatečně po doplňovací volbě roku 1884. Slib složil 22. ledna 1884. Opětovně byl zvolen ve volbách do Říšské rady roku 1885, volbách do Říšské rady roku 1891, volbách do Říšské rady roku 1897 a volbách do Říšské rady roku 1901. Poslancem ve Vídni byl až do zavedení všobecného a rovného volebního práva v roce 1907. Později až do své smrti ještě zasedal jako člen Panské sněmovny (horní, jmenovaná komora Říšské rady).
V 60. letech náležel ke Straně ústavověrného velkostatku, která byla proněmecky, provídeňsky a centralisticky orientovaná. Po volbách roku 1885 se uvádí jako člen klubu Sjednocené levice, do kterého se spojilo několik ústavověrných (liberálně a centralisticky orientovaných politických proudů). Po rozpadu Sjednocené levice přešel do frakce Německorakouský klub. V roce 1890 se uvádí jako poslanec obnoveného klubu německých liberálů, nyní oficiálně nazývaného Sjednocená německá levice. I ve volbách roku 1891 byl na Říšskou radu zvolen za klub Sjednocené německé levice. Po volbách roku 1897 je řazen mezi ústavověrné statkáře.
Zemřel v září 1913 na svém zámku v Lechovicích.